# Laura de Andrés Creus
Laura de Andrés Creus (Nou Barris, Barcelona, 1978) és periodista i autora de diferents llibres. Es va llicenciar en periodisme a la UAB. La seva trajectòria professional inclou treballar a diversos mitjans locals, col·laboracions al setmanari El Temps i el suplement econòmic ‘El Cèntim’, del diari Avui.
Els seus llibres són de temàtica local amb inspiració historiogràfica i molt centrades en l'àmbit social. En la seva obra, El preu de la fam, ens submergeix en l'època de la postguerra i l'aparició de l'estraperlo als anys quaranta; l'entrada dels nacionals a Barcelona. Barraques recull, en primera persona, les històries dels que van arribar a Somorrostro després de la Guerra Civil Espanyola fins a les acaballes del franquisme, a la recerca d'un futur millor. Vides apuntalades parla sobre la investigació de l'enfonsament d'un edifici del barri del Turó de la Peira, a Barcelona. S'ha dedicat a estudiar a fons l'aluminosi d'aquest cas. Finalment, el seu últim llibre, Diaris del Somorrostro, descriu l'obra social que una colla de joves van dur a terme en l’època del Somorrostro.

## Obra
- El preu de la fam (2010). ISBN 978-84-9255-268-9
- Barraques: La lluita dels invisibles (2011). ISBN 978-84-1522-414-3
- Vides apuntalades (2015). ISBN 978-84-9116-040-3
- Diaris del Somorrostro (2018). ISBN 978-84-9979-589-8